# ميشيل أنسيل
ميشيل أنسيل (ولد في 29 مارس 1972) مصمم ألعاب فيديو فرنسي. اشتهر بإنشاء سلسلة لعبة رايمان ، الذي كان المصمم الرئيسي له في أول لعبتين ، ولعبة رايمان أوريجينز وتكملة له لعبة رايمان ليجندز. في مارس 2006 ، تلقى ميشيل أنسيل إلى جانب شيغيرو مياموتو وفريدريك راينال شارة شوفالييه للفنون والآداب من وزير الثقافة في ذلك الوقت ، رينو دونديو دي فابريس.

## روابط خارجية
- ميشيل أنسيل في قاعدة بيانات الأفلام على الإنترنت
- ميشيل أنسيل في موبي غيمز